# Gabriel Girard
Pour les articles homonymes, voir Gabriel Girard (hockey sur glace) et Girard.
Gabriel Girard, né en 1677 à Montferrand (Puy-de-Dôme) où il est mort le 4 février 1748, est un homme d'Église et grammairien français, auteur du premier ouvrage publié en France sur les synonymes.
Il est chapelain de la duchesse de Berry et secrétaire interprète du roi pour les langues slavonne et russe. Nommé chapelain de Mme de Berry en 1718, Girard n'exerce pas longtemps ce ministère, la princesse mourant le 21 juillet 1719 des suites d'un accouchement.
Les travaux philologiques de Girard influencent Vasily Trediakovski, pionnier de la réforme de la langue russe, qu'il rencontre à Paris vers 1727. Il est élu à l'Académie française en 1744.

## Ouvrages
- L'Ortografe française sans équivoques et dans ses principes naturels, ou l'Art d'écrire notre langue selon les loix de la raison et de l'usage (1716) Texte en ligne
- La Justesse de la langue françoise, ou les différentes significations des mots qui passent pour synonymes (1718) Texte en ligne
- Lettre d'un abbé à un gentilhomme de province contenant des observations sur le stile et les pensées de la nouvelle tragédie d'Œdipe, et des réflexions sur la dernière lettre de M. de Voltaire (1719) Texte en ligne
- Nouvelles remarques sur l'Œdipe de M. de Voltaire, et sur ses lettres critiques où l'on justifie Corneille et où l'on fait un parallèle des deux tragédies de ces auteurs (1719)  Texte en ligne
- Synonymes français, leurs différentes significations, et le choix qu’il en faut faire pour parler avec justesse (1736) Texte en ligne
- Les Vrais principes de la langue françoise, ou la Parole réduite en méthode (1747) Texte en ligne (tome 1) Texte en ligne (tome 2)